# Ruth Lindner
Ruth Lindner (* 14. April 1954 in Rothenburg ob der Tauber; † 28. Oktober 2008 ebenda) war eine deutsche Klassische Archäologin.

## Leben
Ruth Lindner legte ihr Abitur am Reichsstadtgymnasium Rothenburg ob der Tauber ab. Von 1973 und 1981 studierte sie Klassische Archäologie, Alte Geschichte, Ur- und Frühgeschichte, Kunstgeschichte und Antike Numismatik in Würzburg und Bonn. 1981 wurde sie in Würzburg mit der Arbeit Die Giebelgruppe in Eleusis mit dem Raub der Persephone bei Erika Simon summa cum laude promoviert. Danach wurde sie zunächst Wissenschaftliche Mitarbeiterin, später Akademische Rätin am Institut für Archäologie sowie Vor- und Frühgeschichte in Würzburg. Unterbrochen wurde diese Tätigkeit, als Lindner 1984/85 als Inhaberin des Reisestipendiums des Deutschen Archäologischen Instituts den Mittelmeerraum – Italien, Griechenland, Türkei, Ägypten, Nordafrika – aber auch Bulgarien, Rumänien, Polen und die Sowjetunion bereisen konnte. Zwischen 1988 und 1990 war Lindner Habilitationsstipendiatin der Deutschen Forschungsgemeinschaft. Erneut bereiste sie in dieser Zeit als Stipendiatin die Türkei, später zudem die USA. Ihr wurde die Publikation des neu gefundenen Frieses des Theaters von Nysa übertragen. Die Habilitation erfolgte 1991 mit einer Arbeit zum Thema Mythos und Identität. Die Selbstdarstellung kleinasiatischer Städte im Römischen Reich. Bis 1997 folgten weitere Tätigkeiten in Würzburg, wo sie seit 2001 als außerplanmäßige Professorin lehrte. Von 1993 bis 1995 hatte sie auch Lehraufträge an der Universität Bamberg inne. Im Sommersemester 2001 vertrat Lindner eine Professur an der Universität Leipzig, 2002/03 war sie ein Jahr lang Gastprofessorin an der Universität Wien. Nach schwerer Krankheit verstarb Lindner im Alter von nur 54 Jahren.
Lindner verfasste mehrere größere Beiträge für das Lexicon Iconographicum Mythologiae Classicae. Sie forschte neben den gängigen Themen bereits zu ihrer zeit etwa auch zur Fotografie in der archäologischen Forschung, zum Verhältnis der Menschen der Antike zu Tieren, zu Sternsagen und Sternglauben in der Antike, aber auch zum „Sandalenfilm“. Als Zweite Sprecherin des Graduiertenkollegs „Wahrnehmung der Geschlechterdifferenz in religiösen Symbolsystemen“ an der Universität Würzburg widmete sie sich vermehrt den Geschlechterstudien.
Ihre Schwester Friederike Lindner leitet seit 2007 das Stadtmuseum in Crailsheim und zuvor das Deutsche Spielzeugmuseum in Sonneberg.

## Schriften
- Der Giebel von Eleusis mit dem Raub der Persephone. In: Jahrbuch des Deutschen Archäologischen Instituts  97, 1982, S. 303–400 (Dissertation).
- Der Raub der Persephone in der antiken Kunst (= Beiträge zur Archäologie Band 16). Triltsch, Würzburg 1984, ISBN 3-87825-039-8.
- Mythos und Identität. Studien zur Selbstdarstellung kleinasiatischer Städte in der römischen Kaiserzeit (= Schriften der Wissenschaftlichen Gesellschaft an der Johann-Wolfgang-Goethe-Universität Frankfurt am Main. Geisteswissenschaftliche Reihe, Band 9). Steiner, Stuttgart 1994, ISBN 3-515-06529-6 (Habilitationsschrift).
- Der Gladiator in der „Gartenlaube“, in: Nürnberger Blätter zur Archäologie Heft 16 (1999/2000), S. 175–194.